# Santa Ernestina
Santa Ernestina là một đô thị ở bang São Paulo của Brasil. 
Đô thị này nằm ở vĩ độ 21º27'46" độ vĩ nam và kinh độ 48º23'27" độ vĩ tây, trên khu vực có độ cao 570 m. Dân số năm 2004 ước tính là 5.807 người.

## Thông tin nhân khẩu
Dữ liệu dân số theo điều tra dân số năm 2000
Tổng dân số: 5.741
- Urbana: 4.392
- Rural: 1.349
- Homens: 3.119
- Mulheres: 2.622

Mật độ dân số (người/km²): 42,53
Tỷ lệ tử vong trẻ sơ sinh dưới 1 tuổi (trên một triệu người): 15,80
Tuổi thọ bình quân (tuổi): 71,25
Tỷ lệ sinh (số trẻ trên mỗi bà mẹ): 2,60
Tỷ lệ biết đọc biết viết: 90,45%
Chỉ số phát triển con người (HDI-M): 0,770
- Chỉ số phát triển con người - Thu nhập: 0,685
- Chỉ số phát triển con người - Tuổi thọ: 0,771
- Chỉ số phát triển con người - Giáo dục: 0,854

(Nguồn: IPEADATA)

### Sông ngòi
- Sông dos Porcos

### Các xa lộ
- SP-326